# Mágica (álbum de Calcinha Preta)
Mágica é o décimo segundo álbum da banda de forró eletrônico Calcinha Preta, lançado no ano de 2005. O álbum reúne faixas que se destacaram no repertório do grupo, entre elas "A Calcinha Preta é Nossa", "Mágica", "Manchete dos Jornais", "O Navio e o Mar" (versão de Send Me an Angel) e "Declaração de Amor". A álbum conta com mais de 67 milhões de streams somente na plataforma de áudio Spotify.
Em relação ao álbum anterior, Hoje à Noite, a formação da banda sofreu alteração com a entrada do cantor Marlus Viana, que substituiu Berg Rabelo.

## Lista de faixas
| N.º            | Título                               | Compositor(es)                                                        | Duração |  |
| 1.             | "Manchete dos Jornais"               | Chrystian Lima, Ivo Lima                                              | 3:59    |  |
| 2.             | "A Calcinha Preta é Nossa"           | Gilton Andrade, Chrystian Lima                                        | 3:10    |  |
| 3.             | "Renascerá"                          | Chrystian Lima, Ivo Lima                                              | 3:37    |  |
| 4.             | "Perdoar"                            | Maurício Flávio, Maia                                                 | 3:42    |  |
| 5.             | "O Navio e o Mar" (Send Me an Angel) | Klaus Meine, Rudolf Schenker (versão: Gilton Andrade, Chrystian Lima) | 5:13    |  |
| 6.             | "Ainda Te Amo"                       | Alberto Germano                                                       | 4:12    |  |
| 7.             | "Mágica"                             | Chrystian Lima, Beto Caju                                             | 4:19    |  |
| 8.             | "Sai Solidão"                        | Chrystian Lima, Beto Caju                                             | 4:23    |  |
| 9.             | "Segredo"                            | Raied Neto                                                            | 3:46    |  |
| 10.            | "Só Tenho Olhos pra Você"            | Maurício Flávio, Maia                                                 | 3:24    |  |
| 11.            | "Abra o Meu Coração"                 | Kátia di Tróia                                                        | 3:19    |  |
| 12.            | "Declaração de Amor"                 | Chrystian Lima, Edu Luppa                                             | 3:23    |  |
| Duração total: | Duração total:                       | Duração total:                                                        | 47:27   |  |

## Ficha técnica

### Vocalistas
- Daniel Diau, Silvânia Aquino, Marlus Viana, Paulinha Abelha, Raied Neto

### Músicos
- Baixo: Gilson Batata
- Guitarras: Chrystian Lima
- Teclados / percussão / bateria: Petta
- Acordeon: Missinho
- Vocais: Marilda, Íris, Adriana